# Paul Hollywood
Paul John Hollywood (Wallasey, 1º marzo 1966) è un cuoco e personaggio televisivo britannico.
Ha iniziato la sua carriera nella pasticceria di suo padre da adolescente e ha lavorato come Capo Pasticciere in numerosi hotel della Gran Bretagna e a livello internazionale. Dopo essere tornato dall'isola di Cipro, Hollywood ha iniziato a comparire come ospite in numerosi programmi televisivi britannici sulle reti BBC e ITV.

## Biografia
Hollywood è nato a Wallasey, nel Cheshire, figlio del proprietario di una panetteria, John F. Hollywood e di Gillian M. Harman. È stato un allievo alla Mosslands School. Hollywood ha studiato scultura alla Wallasey School of Art, ma ha lasciato il corso per iniziare a lavorare nella panetteria di suo padre a York (Quartier generale di una catena chiamata Breadwinners che si estendeva fino alla costa orientale da Aberdeen al Lincolnshire) e poi in altri panifici del Merseyside.
Alla fine è diventato capo pasticciere in una serie di hotel, tra cui The Dorchester, Chester Grosvenor and Spa e l'Hotel Cliveden. Ha poi lasciato il Regno Unito per Cipro, dove ha lavorato come Pasticciere Capo in due resort.
Hollywood incontrò la sua futura moglie Alexandra a Cipro, in un hotel a cinque stelle in cui lavorava mentre lei era un'insegnante di immersioni subacquee. I due si sono sposati sull'isola ma si sono separati nel 2013, dopo che lui confessò una relazione con la conduttrice di The American Baking Competition, Marcela Valladolid. Dopo una iniziale riconciliazione si sono separati definitivamente nel novembre 2017. Hanno un figlio.

## Carriera televisiva
Hollywood è apparso come ospite in un certo numero di programmi televisivi inglesi, tra cui The Game Generation, The Heaven and Earth Show e The Alan Titchmarsh Show.
Da quando lo show è stato lanciato nel 2010 dalla BBC, Hollywood è stato un giudice del programma The Great British Bake Off . In questa veste, è stato descritto come "antidoto" a giudici come Len Goodman o Simon Cowellin presenti in altri programmi televisivi di cucina, a motivo del suo modo di commentare semplice e onesto e perché il suo giudizio è limitato esclusivamente al prodotto finito. La sua collaborazione con l'altro giudice, Mary Berry, è stata descritta in The Guardian come "l'arma segreta" dello show e potenzialmente una delle migliori combinazioni di giudici ad essere apparsa nella realtà televisiva.
Il Gourmand World Cookbook Awards ha nominato il suo libro del 2005 100 Great Breads come "Top Bread and Pastry Book" per quell'anno.
Hollywood è stato ospite di numerosi festival gastronomici inglesi, tra cui il Cumbria Food Festival, il BBC Good Food Show e il Cake and Bake Show, entrambi a Londra.  Nel maggio 2013, Hollywood ha iniziato a comparire come giudice nell''American Baking Competition sulla CBS.
Nel 2008, Hollywood ha creato una ricetta a base di mandorle e roquefort a pasta acida, che si diceva fosse il pane più costoso in Gran Bretagna, venduto a £ 15 al chilo. Il roquefort è fornito da uno specialista in Francia mentre la farina per il pane è fatta da un mugnaio nel Wiltshire. Hollywood la descrive come una " Rolls-Royce del pane".
Nell'agosto 2015 Hollywood è stata protagonista della serie di documentari sulla genealogia della BBC Who Do You Think You Are?. Il programma rivelò che suo nonno Norman Harman, che servì nell'esercito durante la Seconda guerra mondiale , fu in azione nella Campagna di Tunisia e nella Battaglia di Anzio e che il suo trisavolo, Kenneth MacKenzie, era stato un poliziotto nella città di Glasgow nel 1850. Il bis-bis-bisnonno di Hollywood, Donald MacKenzie, era stato un contadino a Poolewe, Wester Ross. Donald era stato anche un postino tra Poolewe e Dingwall, dove ha consegnato la posta a piedi su una distanza di 60 miglia (97 km). Ha coperto questa distanza ogni settimana a piedi per oltre un decennio.
Nel 2016 conduce il programma Paul Hollywood - City Bakes sul canale Food Network, in cui viaggia nelle città del mondo per scoprire le golosità gastronomiche locali. Il programma viene rinnovato anche per una seconda stagione nel 2017.

### Carriera automobilistica
Nel 2015 Hollywood ha iniziato la sua carriera agonistica, facendo il suo debutto nel Beech dean AMR Aston Martin Vantage GT4. Hollywood ha corso con Andrew Howard, fondatore di Beechdean Dairies. La coppia si è qualificata seconda nel primo round del campionato Britcar Trophy a Silverstone prendendo il secondo in classe in entrambe le gare. Hollywood ha anche gareggiato a Le Mans nel 2015. Hollywood ha anche gareggiato in GT Cup con Jonny Adam e finito primo in classe. Il 17 luglio 2016, Hollywood è arrivato primo alla gara endurance Dunlop a Silverstone in una Aston Martin GT4. Nel novembre 2017, Hollywood ha corso nella sua prima gara della 24 Ore al Circuit of the Americas arrivando secondo.

## Libri
- 100 Great Breads (2004) Cassell, London ISBN 978-1-8440-3700-1
- How to Bake (2012) Bloomsbury ISBN 978-1-4088-1949-4
- Paul Hollywood’s Bread (2013) Bloomsbury, London ISBN 978-1-4088-4069-6
- Paul Hollywood’s Pies and Puds (2013) Bloomsbury, London ISBN 978-1-4088-4643-8
- Paul Hollywood’s British Baking (2014) Bloomsbury USA ISBN 1408846489 ISBN 978-1408846483
- The Weekend Baker (2016) Michael Joseph, London ISBN 978-0-718-18401-8